# Borbotana fragmentata
Borbotana fragmentata är en fjärilsart som beskrevs av W. Warren 1913. Borbotana fragmentata ingår i släktet Borbotana och familjen nattflyn. Inga underarter finns listade i Catalogue of Life.